# Будинок на вулиці Проскурівській, 18 (Хмельницький)
Будинок по вулиці Проскурівській, 18 — розташовується у місті Хмельницькому і є пам'яткою архітектури та містобудування. У ньому розміщувався один із перших проскурівських кінотеатрів (ілюзіонів), який отримав назву «Модерн» і був побудований у 1910 році. Рішенням Хмельницької міської Ради народних депутатів від 20 квітня 1995 р. № 8, будинок включений до переліку пам'яток архітектури Хмельницького. З 1975 року у будинку по вулиці Проскурівській, 18, розташовується Хмельницька дитяча музична школа № 1. Від 12.12.2012 року її повна назва: Хмельницька дитяча музична школа № 1 ім. Миколи Мозгового
З 2021 року рішенням сесії Хмельницької міської ради школу було перейменовано на Хмельницьку музичну школу №1 імені Миколи Мозгового. 

## Історія

### Виникнення ілюзіону «Модерн»
Історичні відомості щодо першого власника ілюзіону (кінотеатру) різняться. Одні джерела повідомляють, що ним був Єфим Горинштейн, котрий відкрив кінотеатр у 1908 році у приміщенні по вулиці Кам'янецькій і дав йому назву «Модерн». З 1910 року один з перших ілюзіонів міста розташовувався на першому поверсі будинку по вулиці Олександрівській, а з 1917 року «Модерн» перейшов у власність братів Штейншлегерів. В інших джерелах повідомляється, що першим власником був Йосип Штейншлегер, який орендував приміщення у Є.Горинштейна, котре розташовувалось по вулиці Кам'янецькій Історичні дані щодо функціонування кінотеатру, сходяться у одному — «Модерн» став найкращим серед ілюзіонів (кінотеатрів), які почали з'являтись у Проскурові (Хмельницькому). Перед початком сеансу, конферансьє оголошував назву картини та здійснював її невеликий опис. Під час демонстрації фільму, свою гру розпочинав невеликий оркестр.Власник прагнув відвідувати кожний сеанс у своєму кінотеатрі «Модерн». Він мав своє місце у залі — м'яке крісло знаходилось поруч з кінобудкою. Вартість квитка для кіноперегляду у «Модерні» залежала від місця у залі. Квитки на перші п'ять рядів були найдешевшими, як місця глядачів були розміщені дерев'яні лавки. Після лавок розміщувались м'які стільці. Для найзаможніших глядачів відводились спеціальні ложі, в яких були крісла та дивани.

### 1921 рік— 21 століття
Після націоналізації кінотеатру, яка відбулась у 1921 році, постало питання щодо призначення директора кінотеатру і цю посаду запропонували його колишньому власнику. Директором «Модерну» став Йосип Штейншлегер. Нову назву кінотеатр отримав у 1926 році. У 1928 році був об'єднаний з колишнім кінотеатром «Оаза». З 1975 року у приміщенні розташовується Хмельницька дитяча музична школа № 1

## Архітектура

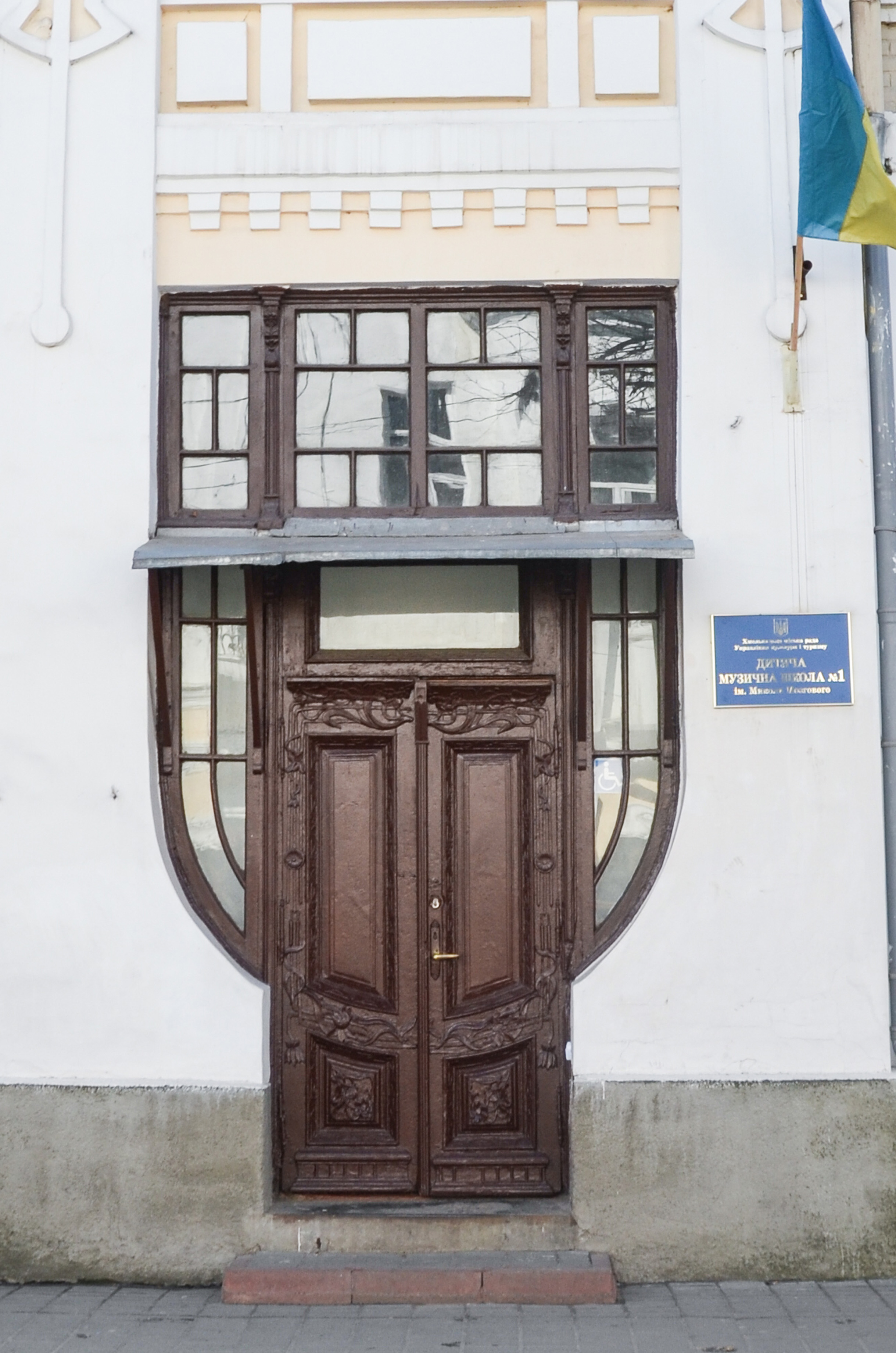
Двері будинку по вулиці Проскурівській,18, мають давню, столітню історію

Початок 20 століття в архітектурному житті міста ознаменувався появою споруд у стилі неокласицизму. Цей напрям не набув великого розповсюдження, проте саме його риси спостерігаються на фасадах деяких будівель міста Хмельницького. Кінотеатр «Модерн» також був побудований у стилі неокласицизму.
Будинок був розрахований на 200 глядачів. Серед приміщень кінотеатру були фоє, зал для перегляду, у якому були м'які крісла і розміщувались дивани. Працював буфет. Фоє кінотеатру «Модерн» було досить просторим і вирізнялось вишуканим стилем. На його стінах розміщались дзеркала величезних розмірів та французький гобелен. Підлога була зроблена з керамічної кольорової плитки. У кінотеатрі були завіса та штори, матеріалом для виготовлення яких слугував червоний оксамит. Вхідні двері кінотеатру, які прикрашають будинок і у 21 столітті, оздобленні художнім різьбленням. Для привернення уваги біля них були розміщені спеціальні рекламні щити. З настанням сутінок, кінотеатр «Модерн» у Проскурові починав сяяти завдяки електричним лампам. У кінотеатрі працював швейцар.За адресою, вул. Проскурівська,18, знаходилось, не один, а два будинки, які були з'єднані між собою завдяки арочному проїзду. Проте у 20 столітті ці дві споруди були поєднані в одну. Другий будинок називали «Будинком з драконами» через незвичне архітектурне оздоблення.